# MTV (Royaume-Uni)
MTV UK est une chaîne de télévision britannique appartenant à MTV Networks Europe et lancée le 1er juillet 1997. Elle remplace MTV Europe au Royaume-Uni et  en Irlande qui avait été lancée en 1987.

## Historique

### Identité visuelle (logo)

Logo jusqu'au 1er juillet 2011
Logo du 1er juillet 2011 au 14 septembre 2021
Logo depuis le 14 septembre 2021

### Slogans
- Depuis [Quand ?] : Welcome to Fun

## Annexe